# Chefe de reportagem

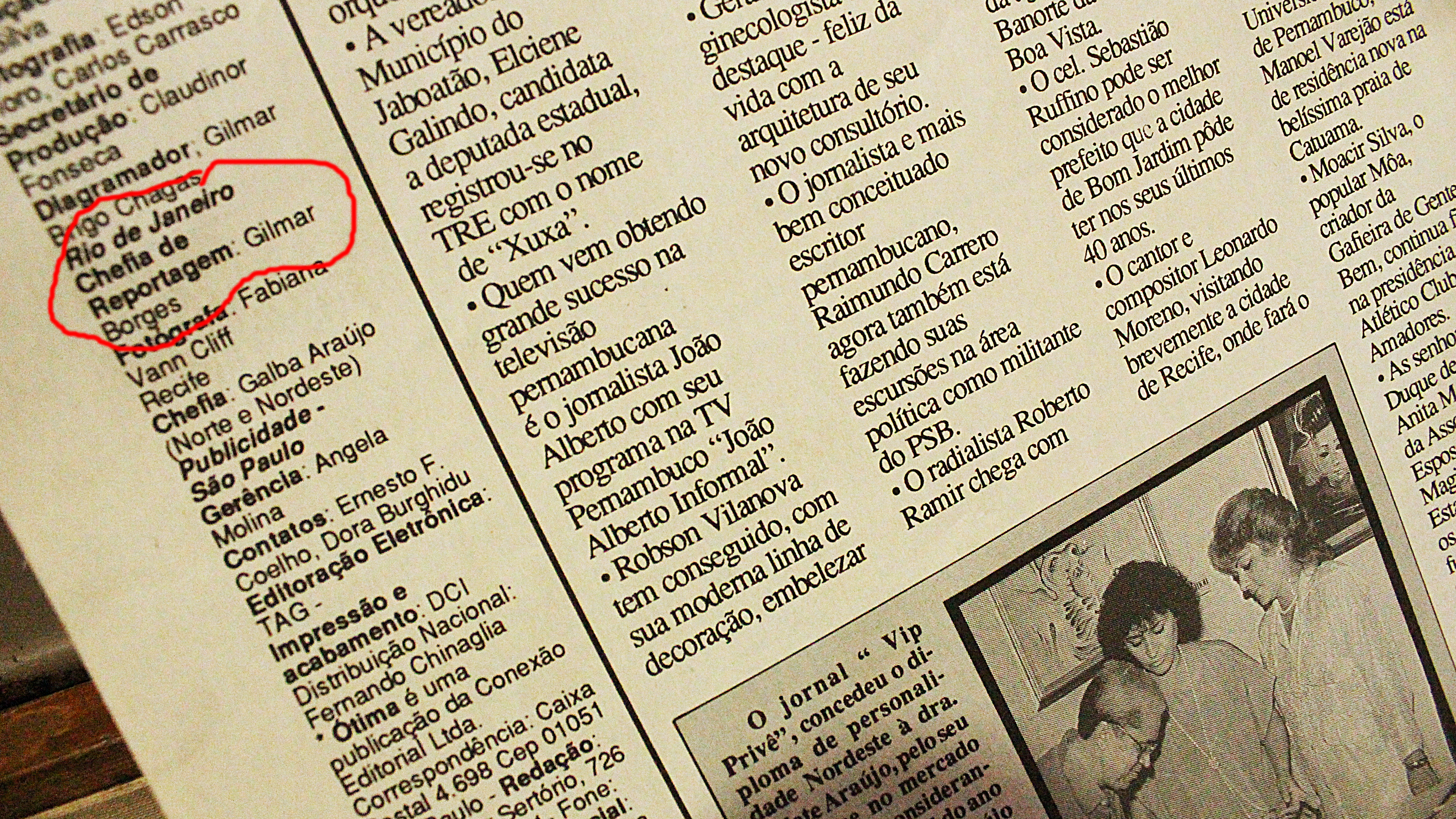
Revista Ótima - Chefe de Reportagem

Chefe de redação é uma das funções do trabalho jornalístico em redação. Subordinado ao editor-chefe, o chefe de reportagem deve orientar os repórteres e supervisionar o andamento das pautas.

## Ligação interna
- Editor-chefe

## Ligação externa
- "editor in chief" (merriam-webster.com)